# Kottjärnen (Nås socken, Dalarna)
Kottjärnen är en sjö i Vansbro kommun i Dalarna och ingår i Göta älvs huvudavrinningsområde. Sjön har en area på 0,0789 kvadratkilometer och ligger 321,8 meter över havet.

## Delavrinningsområde
Kottjärnen ingår i det delavrinningsområde (667452-141027) som SMHI kallar för Mynnar i Gullspångsälven. Medelhöjden är 320 meter över havet och ytan är 45,3 kvadratkilometer. Räknas de 11 avrinningsområdena uppströms in blir den ackumulerade arean 141,59 kvadratkilometer. Svartälven (Yngtjärnsälven) som avvattnar avrinningsområdet har biflödesordning 3, vilket innebär att vattnet flödar genom totalt 3 vattendrag innan det når havet efter 407 kilometer. Avrinningsområdet består mestadels av skog (80 procent). Avrinningsområdet har 0,36 kvadratkilometer vattenytor vilket ger det en sjöprocent på 0,8 procent.